# Nodalla (Nodalla) ressli
Nodalla (Nodalla) ressli is een insect uit de familie van de Berothidae, die tot de orde netvleugeligen (Neuroptera) behoort. 
Nodalla (Nodalla) ressli is voor het eerst wetenschappelijk beschreven door U. Aspöck & H. Aspöck in 1984.